# Marie Angélique de Scorailles

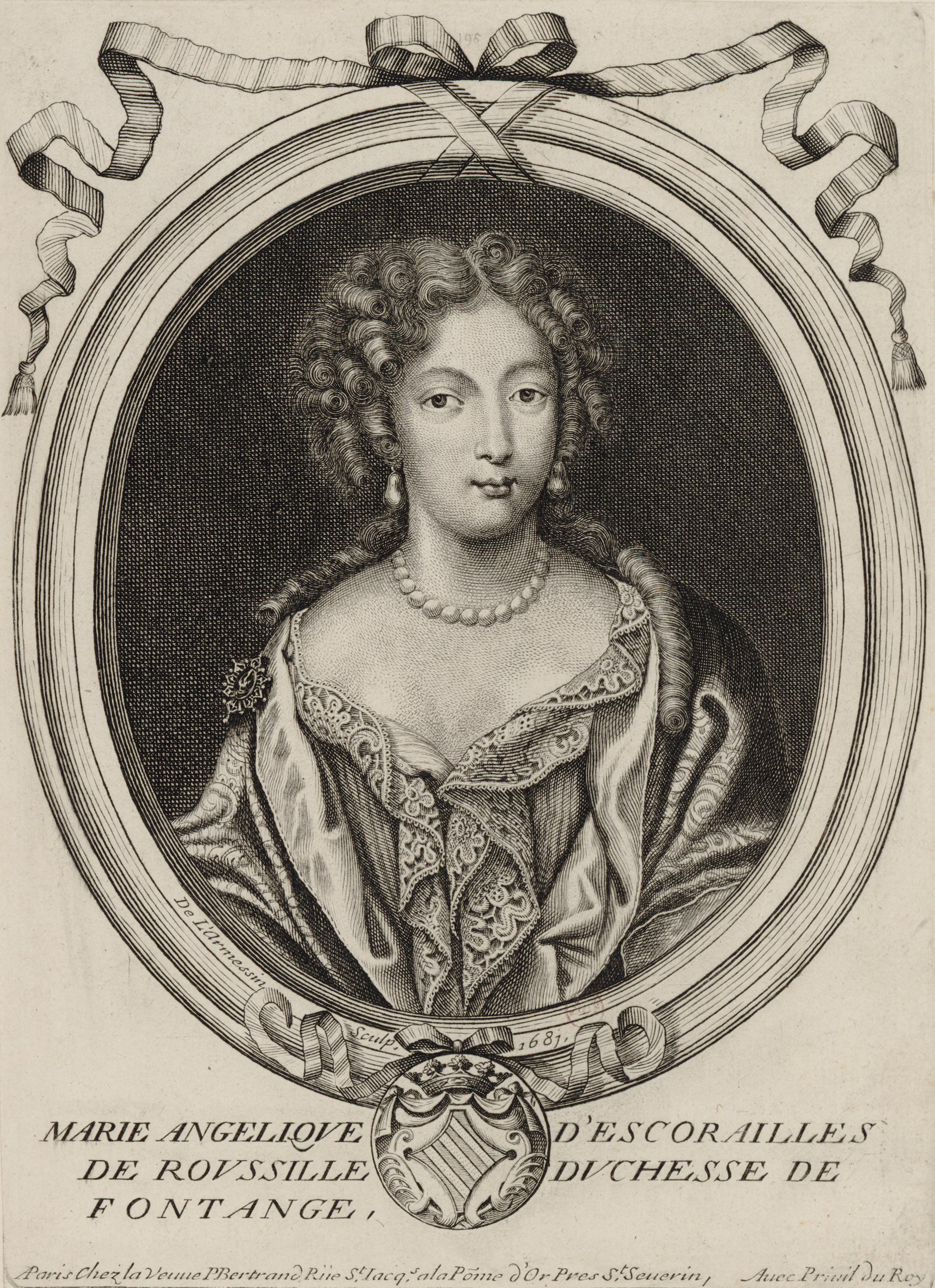
Marie Angélique de Scorailles

Marie Angélique de Scorailles (1661 – 28 iunie 1681) a fost o nobilă franceză și una dintre multele metrese ale regelui Ludovic al XIV-lea al Franței. Doamnă de onoare a cumnatei sale, Ducesa de Orléans, ea a captat atenția Regelui Soare și i-a devenit iubită în 1679. A murit la nașterea unui copil.